# 알렉스 키드 천공마성
《알렉스 키드 천공마성》은 세가가 제작한 1989년 횡스크롤 플랫폼 게임이다. 《알렉스 키드》 시리즈 다섯 번째 작품으로, 메가 드라이브용으로 제작돼 출시됐다. 일본서 1989년 2월 10일 처음 발매됐으며, 그 외 지역에선 1990년에 발매됐다. 북미 및 유럽 지역에선 《알렉스 키드와 마법의 성》라는 제목으로 출시됐다.

## 반응
출시 당시 《천공마성》은 복합적인 평가를 받았다. 출시 이후 회고 리뷰들에선 대체로 복합적이거나 부정적인 평가를 받아, 게임랭킹스에서 47.5%의 평점을 기록했다.

## 참조

### 내용주
1. ↑  일본어: アレックスキッド 天空魔城
2. ↑  원제 《알렉스 키드 인 디 인챈티드 캐슬》(영어: Alex Kidd in the Enchanted Castle)